# The Day After…
The day after… ist eine US-amerikanische Alternative-Rock-Band aus Las Vegas.

## Bandgeschichte
Die Band wurde im Jahr 2001 von der Sängerin und Gitarristin Jenine Cali und dem Bassisten KC Wells gegründet, die sich seit ihrem zwölften Lebensjahr kennen und bereits seit 1999 gemeinsam Musik gemacht hatten. Ihren Durchbruch erzielten sie 2005 mit der Einladung zum Festival South by Southwest. Nach drei unabhängigen Alben-Veröffentlichungen erschien im Oktober 2006 bei dem Independent-Label Gotham Records ihr Album A Different Way to Get By. The Day After… tourte mit Bands wie Blue Man Group, The Killers, Five for Fighting und war im Dezember 2006 Vorgruppe der Alternative Rock-Band Soul Asylum.

## Diskografie
- 2001: Scared of Dolls
- 2002: Do You Feel Better Now? (erschienen im Selbstverlag)
- 2004: The Weight of All Things (erschienen im Selbstverlag)
- 2005: Counting All the Upsets (erschienen im Selbstverlag)
- 2006: A Different Way to Get By (Gotham Records)
- 2009: Black Heart Symphony